# Laser atomowy
Laser atomowy – laser w którym podstawowym mechanizmem pobudzania jest zderzenie niesprężyste elektronów z atomem (zderzenia pierwszego rodzaju). Mechanizm ten wykorzystywany jest dla wzbudzenia atomów m.in.: argonu, kryptonu, ksenonu, miedzi, neonu, ołowiu i in. w postaci par.
Innym równie ważnym sposobem (mechanizmem) pobudzania są niesprężyste zderzenia wzbudzonych atomów jednego gazu z innym (zderzenia drugiego rodzaju). Mechanizm jest efektywny, gdy energia poziomu metastabilnego pierwszego gazu jest bliska energii poziomu wzbudzonego atomów drugiego gazu. Charakterystycznym przykładem gazowego ośrodka aktywnego, wzbudzonego w ten sposób, jest mieszanka helu i neonu.